# Dániel Mária
Dániel Mária (Polgár, 1932. február 29. – 2021. április 11. vagy előtte) festőművész, újságíró.

## Életútja
Tájhoz, természethez kötődő festőművész. A Debrecen város vonzáskörzetébe tartozó Tiszacsegén gyerekeskedett.
Munkáiban absztrakt, organikus gyökérszerű motívumok, levélkompozíciók sűrűsödnek érzelmi töltetű üzenetekké.
Önálló kiállítások Németországban: Dortmundban, Bad-Oynhausenben, Bonnban, és Magyarországon: Budapesten, Szentendrén.